# Буянов, Виктор Николаевич
Ви́ктор Никола́евич Буя́нов (1912—1976) — советский лётчик-ас истребительной авиации в годы Великой Отечественной войны, Герой Советского Союза (2.09.1943). Генерал-майор авиации (25.05.1959).

## Биография
Родился 18 ноября 1912 года в посёлке Вихляйка Саратовского уезда Саратовской губернии (ныне Новобурасский район, Саратовская область) в семье рабочего. Окончил среднюю школу в городе Петровске и поступил в Воронежский авиационный техникум, который закончил в 1934 году. Одновременно учился в аэроклубе.
В 1934 году призван в Красную Армию. В 1937 году окончил 14-ю военную авиационную школу лётчиков в городе Энгельсе. Член ВКП(б) с 1939 года.
С началом Великой Отечественной войны — в действующей армии. Встретил войну в должности военного комиссара эскадрильи 146-го истребительного авиационного полка, воевал на Южном и Юго-Западном фронтах. В первый же день войны вступил в бой в ходе приграничных сражений в Молдавии, а уже 25 июня на истребителе МиГ-3 лично сбил бомбардировщик Ю-87. Через 4 дня, 29 июня, в паре с своим ведомым сбил бомбардировщик Дорнье-17. Участвовал в Уманской, Киевской, Харьковской оборонительных операциях. В начале сентября 1941 года В. Н. Буянов был назначен военным комиссаром 146-го истребительного авиационного полка. Летом 1942 года полк в тылу переучился на истребители Як-7б и с августа воевал на них в 1-й воздушной армии на Западном фронте, где поддерживал наземные войска в ходе Ржевской битвы. С мая 1943 года воевал на Воронежском фронте, участвовал в Курской битве и в Орловской наступательной операции.
К 15 июля 1943 года заместитель командира по политической части 146-го истребительного авиационного полка (7-я гвардейская истребительная авиационная дивизия, 2-й истребительный авиационный корпус, 15-я воздушная армия, Брянский фронт) майор В. Н. Буянов совершил 280 боевых вылетов, в воздушных боях сбил 9 самолётов противника лично и в составе группы — 4.
2 сентября 1943 года Указом Президиума Верховного Совета СССР за мужество и воинскую доблесть, проявленные в боях с врагами, ему было присвоено звание Героя Советского Союза с вручением ордена Ленина и медали «Золотая Звезда».
За образцовое выполнение боевых задач и проявленные при этом мужество и героизм приказом наркома обороны СССР от 3 сентября 1943 года 146-й истребительный авиационный полк получил гвардейское звание и стал именоваться 115-м гвардейским истребительным авиационным полком. В нём гвардии майор Буянов также стал заместителем командира полка по политической части.
С февраля 1944 года — заместитель командира по политической части 7-й гвардейской истребительной авиационной дивизии (2-я воздушная армия, 1-й Украинский фронт). Участвовал в Белорусской, Висло-Одерской и Берлинской наступательных операциях.
Всего к 11 апреля 1945 года гвардии подполковник В. Буянов совершил 289 боевых вылетов, в 64 воздушных боях сбил лично 9 и в группе 7 самолётов В книге М. Ю. Быкова «Победы сталинских соколов», изданной в 2008 году, указаны 12 сбитых лично и в группе 6 самолётов противника (при этом в перечне побед указаны только 8 личных и 6 групповых побед). А в его же более поздней книге «Все асы Сталина, 1936—1953» приведены как подтверждённые 9 личных и 5 групповых побед аса. В литературе и прессе зачастую указываются и более высокие данные побед В. Буянова — «12 личных и 4 групповых», «14 личных», «17 побед».
После войны продолжал службу в ВВС. В 1947 году окончил курсы начальников политотделов при Военно-воздушной академии.
С ноября 1950 года по февраль 1951 года полковник Буянов участвовал в Корейской войне в должности заместителя командира 28-й истребительной авиационной дивизии, за боевые отличия в которой был награждён орденом Красного Знамени.
В 1956 году окончил Высшую военную академию имени К. Е. Ворошилова. С 1965 года — на ответственных должностях в войсках.
С 1971 года генерал-майор авиации В. Н. Буянов — в запасе.
Умер 14 июля 1976 года в Одессе на 64-м году жизни. Похоронен в Одессе на Таировском кладбище.

## Награды
- Герой Советского Союза (02.09.1943)
- два ордена Ленина (06.11.1941, 02.09.1943)
- четыре ордена Красного Знамени (в том числе 31.08.1944, 05.11.1954[6])
- орден Отечественной войны I степени (11.06.1945)
- орден Красной Звезды (15.11.1950[6])
- медаль «За боевые заслуги»
- Медаль «За взятие Берлина»
- Медаль «За освобождение Праги»
- Другие медали СССР
- Военный крест 1939 года (Чехословакия)
- Медаль «За Одру, Нису и Балтику» (Польша)

## Память
- Именем Героя Советского Союза В. Н. Буянова названа улица в посёлке городского типа Новые Бурасы Саратовской области.